# In Salah
In Salah o Aïn-Salah (en àrab عين صالح, ʿĪn Ṣāliḥ), literalment ‘bon pou’, és una ciutat d'Algèria de la wilaya de Tamanrasset. Està situada al centre del Sàhara algerià, dins el Tidikelt (sistema d'oasis). Ain Salah en temps antics tenia boscos que han quedat en part petrificats. El 2008 tenia 32.518 habitants

## Economia
La zona al voltant d'In Salah és el lloc d'Algèria amb més reserves de petroli i de gas i d'equipament per al seu processament.

### Transport
In Salah disposa d'un aeroport a 7 km de la ciutat.

## Clima
In Salah té un clima desèrtic càlid. La temperatura mitjana anual és de 21 °C, el gener la temperatura mitjana és 13,5 °C i la de juliol 36,5 °C. (les màximes de juny a agost són de 50 °C). La pluviometria anual és de 17 litres amb el màxim és al novembre amb 5 litres. A l'estiu hi bufa amb força el vent Sirocco.